# Huize Venendal
Huize Venendal is een monumentaal huis aan de Hoofdstraat 9 in de Nederlandse plaats Hoogeveen, provincie Drenthe. Het oorspronkelijk 17e-eeuwse pand is in 1888 verbouwd, waarbij het zijn huidige uiterlijk kreeg. Sinds 1997 is het huis een rijksmonument.

## Geschiedenis
In 1646 liet Hendrik Schaep, de proost van het kapittel van de Utrechtse Mariakerk, een omgracht buitenverblijf bouwen in Hoogeveen. Hendrik was een telg uit de adellijke familie Schaep. Hij was sinds 1633 actief in Hoogeveen dankzij zijn aandeel in de Compagnie van de 5000 Morgen, die door zijn neef Roelof van Echten was opgericht.
Johan van Echten, de zoon van Roelof, bouwde in 1653 een arbeiderswoning ten zuiden van het landhuis van Hendrik. Hij had de grond echter in datzelfde jaar aan Hendrik geschonken en zodoende kwam het tot een conflict tussen beiden. In 1662, na Johans overlijden, kwam het tot een schikking en Hendrik kreeg alsnog de grond in eigendom. Hij liet de arbeiderswoning verbouwen tot een onderkelderd poorthuis annex koetshuis, waarbij hij de gevel liet doortrekken tot aan de nabijgelegen vaart.
Na het overlijden van Hendrik in 1668 werd het landgoed Venendal verkocht. Ritmeester Hendrik van Echten, broer van Johan, kocht het landgoed aan. Van Echten had echter onvoldoende financiële middelen en kon Venendal alleen kopen dankzij de borg van Jan Andries de Vriese. Bij de aankoop had het hoofdgebouw al behoefte aan reparaties. De gebeurtenissen in het rampjaar 1672 maakten het huis echter volledig onbewoonbaar: eerst werd het huis gevorderd door troepen van de bisschop van Münster, en daarna was het door Staatse troepen met veel geweld ontzet. Het hoofdgebouw werd hierna alleen nog als boerderij gebruikt terwijl het poortgebouw tot vaste woning werd gemaakt. Uiteindelijk is het hoofdgebouw volledig afgebroken.
In 1856 moest eigenaar Anne Willen van Holthe tot Echten een deel van het poortgebouw afbreken vanwege de verbreding van de vaart. Hij liet tegelijkertijd aan de rechterzijde van het huis een aanbouw plaatsen. In 1872 verkocht hij het gebouw aan de burgemeester van Hoogeveen, jonkheer Jan Arent Godert van der Wijck.
In 1888 werd het gebouw ingrijpend gemoderniseerd door het echtpaar Marinus en Johanna Rahder. De gemeentelijke architect Hendrik Hoegsma ontwierp een nieuwe voorgevel.
In 1898 werd het huis gekocht door Samuel Veldman-Boer. Hij zou de laatste particuliere eigenaar zijn.
In 1953 kocht de Onderlinge Brandwaarborg Maatschappij Hoogeveen het pand aan en vestigde er zijn kantoren in. Een deel van het pand werd als woning gebruikt.

Van 1967 tot 1976 werd het gebouw onder andere gebruikt als bibliotheek. Hierna werd er het Museum De 5000 Morgen in ondergebracht, totdat dit museum in 2015 verhuisde naar de bibliotheek. Gedurende enkele jaren was in het pand het Kunsthuis Venendal gevestigd. Sinds 2022 is er een bedrijf gehuisvest.

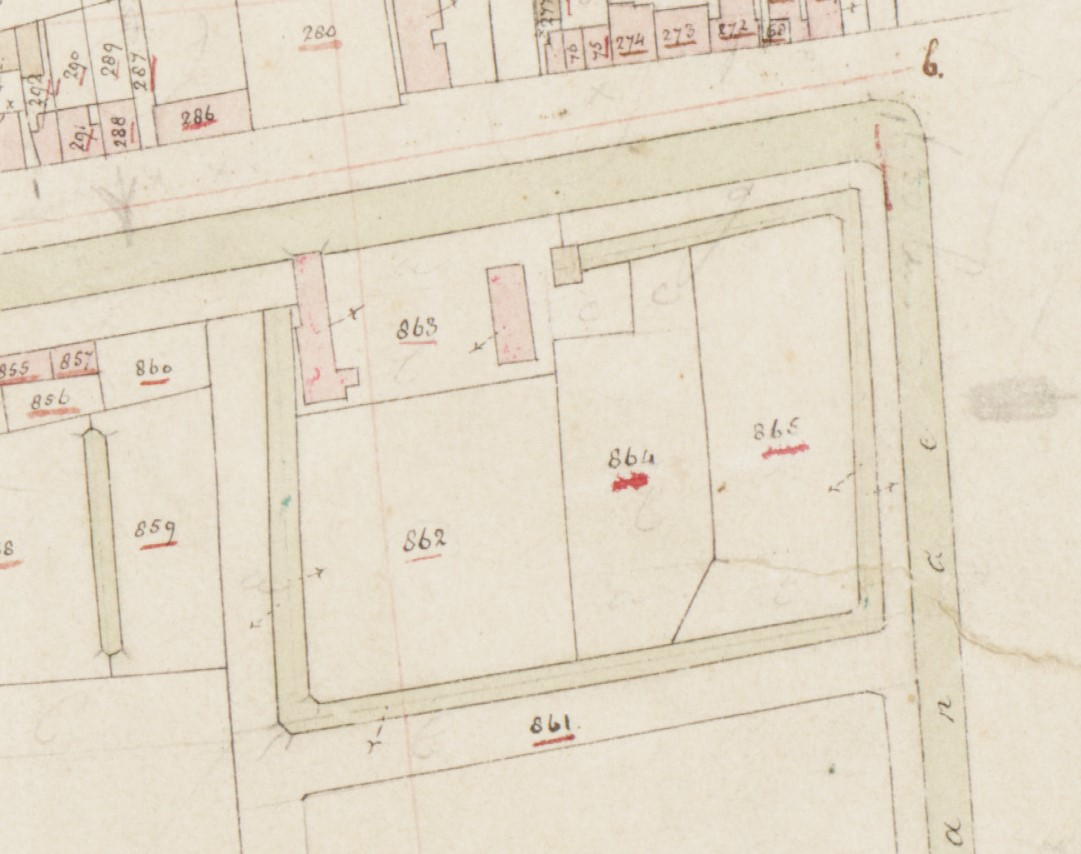
Kadastrale kaart uit begin 19e eeuw, met het noorden aan de rechterzijde. Het gebouw links op perceel 863 is de voorloper van het huidige Huize Venendal.

## Beschrijving
Huize Venendal is oorspronkelijk in 1653 gebouwd. Van dit huis zijn de kelders bewaard gebleven. De huidige verschijningsvorm van het huis dateert uit 1888, toen het grootschalig werd verbouwd in eclectische trant met neorenaissance elementen. De aanbouw aan de zuidzijde dateert uit 1857. In 2001 volgde nog een uitbreiding ten behoeve van het museum.
Het gebouw bestaat uit één bouwlaag op een T-vormige plattegrond en is opgetrokken in baksteen. Het voorhuis heeft een afgeknot schilddak, het achterste deel een afgeknot zadeldak. De voorgevel is symmetrisch ingedeeld: in het midden is de entree met pilasters, balkon en uitgemetselde dakkapel, terwijl de van pilasters voorziene hoekpartijen van de gevel zijn afgeschuind. Aan weerszijden van de ingangspartij bevinden zich H-vensters. Het achterdeel van het huis is grotendeels gepleisterd.
In het huis zijn drie gevelstenen ingemetseld met de jaartallen 1653, 1857 en 1888. Het eerste jaartal betreft de oorspronkelijke arbeiderswoning van Johan van Echten, terwijl de andere twee jaartallen verwijzen naar de 19e-eeuwse verbouwingen.